# 怀特马什战役
怀特马什战役（英語：Battle of White Marsh）美国独立战争期间，1777年12月5日至12月8日费城战役期间，在临近华盛顿堡的一个叫做怀特马什的小村落展开的一场小规模的战役。这是英国远征军与北美大陆军在1777年的最后一场战斗。英军指挥官威廉·豪从占领的费城抽调出军队，打算在冬季到来之前，彻底击溃乔治·华盛顿的大陆军，但遭到大陆军的顽强反击，威廉·豪的作战计划因此受挫，最后不得不撤出战场，返回费城。英军撤退后，华盛顿则率大陆军转移到了福吉谷营地。